# Atlantic Avenue – Barclays Center
Atlantic Avenue – Barclays Center – stacja metra nowojorskiego, na linii 2, 3, 4, 5, B, D, N, Q i R. Znajduje się w dzielnicy Brooklyn, w Nowym Jorku i zlokalizowana jest pomiędzy stacjami Nevins Street, DeKalb Avenue, Bergen Street, Seventh Avenue oraz Union Street. Została otwarta 1 maja 1908. 
W 2009 roku, Metropolitan Transportation Authority - agencja zarządzająca nowojorskim metrem, postanowiła zmienić nazwę z dotychczasowej „Atlantic Avenue - Pacific Street” na „Atlantic Avenue - Barclays Center”.